# Église Notre-Dame de Boissy-en-Drouais
L'église Notre-Dame de Boissy-en-Drouais est une église du culte catholique romain située dans le département français d'Eure-et-Loir en région Centre-Val de Loire.
L'église est inscrite au titre de monument historique depuis 1927.

## Historique
Boissy-en-Drouais possédait au commencement du IXe siècle deux églises (Saint-Vincent et Saint-Étienne) et les autres bâtiments nécessaires.
Elles dépendaient de l’église de Sainte-Croix, appelée plus tard Saint-Germain, qui était rattachée à l’abbaye de Saint-Germain-des-Prés.
Ces deux églises eurent sans aucun doute beaucoup à souffrir de l’invasion des Normands (842-844).
En tous cas, elles ne figurent plus au nombre des possessions et des droits que l’abbaye de Saint-Germain avait dans le diocèse de Chartres dès le XVe siècle.
Quel qu’ait été le sort de ces deux églises, celle qui existe aujourd’hui « Notre Dame » date du XIIe siècle et fut construite par les soins de Guillaume de Champagne, évêque de Chartres, qui possédait la terre de Boissy à cette époque.
Au XIIIe siècle, l’église de Boissy dépend du doyenné de Brezolles et compte 60 paroissiens.
L’église fut presque entièrement reconstruite au XVe et XVIe siècles sous l’égide de l'abbaye Saint-Père-en-Vallée de Chartres.
Au moment de la Révolution, l’église de Boissy fut dépouillée de son mobilier et de ses riches ornements dont on peut trouver le détail dans un procès-verbal conservé aux archives départementales d'Eure-et-Loir[réf. souhaitée].

## Description
L’église Notre-Dame de Boissy-en-Drouais est située au centre du village et orientée conformément à la tradition, le célébrant tournant le dos aux fidèles et regardant l’orient.
Elle forme un long parallélogramme de 30 mètres de largeur. Une petite sacristie est adossée au mur nord. Son vaisseau couvert en tuiles et vouté en bardeau à l’intérieur est éclairé par huit grandes fenêtres ogivales dont les meneaux et les sculptures élégamment contournés dans la partie supérieure accusent l’époque du XVe siècle ou XVIe siècle.
La façade extérieure du grand portail est ornée d’entablements, de colonnes et de chambranles et de divers accessoires tels que modillons, motifs courants et relief en frise avec attiques aux angles, le tout en pierre de Paris parfaitement sculpté et surmonté d’un cadran quadrangulaire. Ce morceau d’architecture, très remarquable, a gravement été mutilé en 1793 et la statue de Notre-Dame a disparu.
Des deux côtés de la porte en cintre légèrement surbaissé, sont pratiquées deux fenêtres dont les baies ogivales ne portent aucun ornement.
Sur le chevet de l’église, à peu de distance du pignon de la façade ouest, s’élève le clocher dont la base quadrangulaire est surmontée d’une flèche pleine couverte en ardoise et terminée par une croix. La cloche date de 1888 et pèse 520 kg ; elle est baptisée Saint-Alfred, Sainte-Marie et Sainte-Laure.
L'église Notre-Dame est, comme bon nombre d'églises de la région, porteuse de graffitis.
Son portail, ainsi que la chaire datée de 1759, inscrite en tant qu'objet monument historique, est remarquable. De la même année datent le retable du maître-autel, avec ses sculptures et sa toile peinte, et le banc d'œuvre, également inscrits,. 

### Vitraux
La restauration des vitraux est réalisée en 2018 par les ateliers Lorin de Chartres. En 2021, deux oculi en verre blanc sont déposés afin de rehausser leur couleur sur les conseils de la DRAC.

L'église Notre-Dame de Boissy
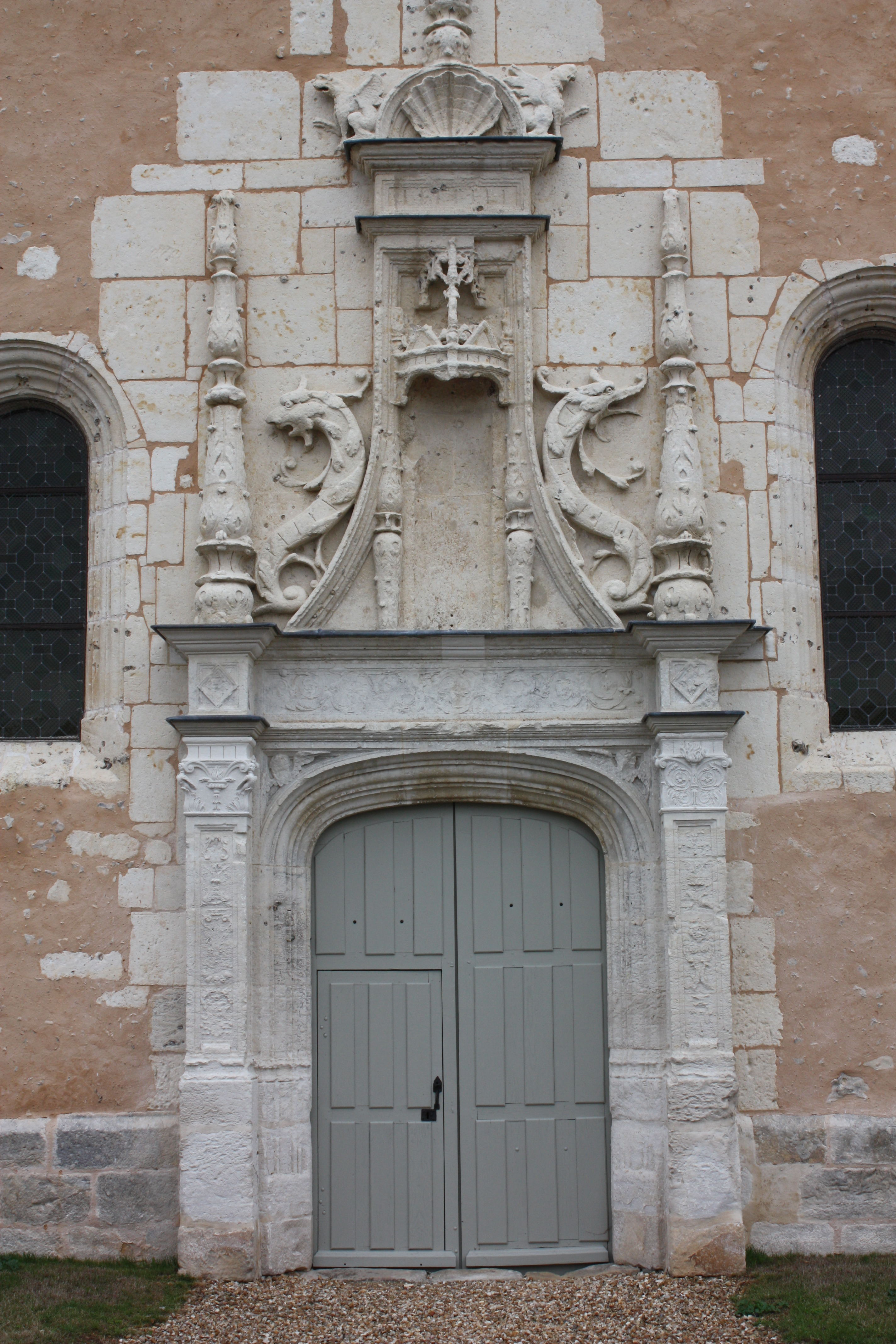
Portail.
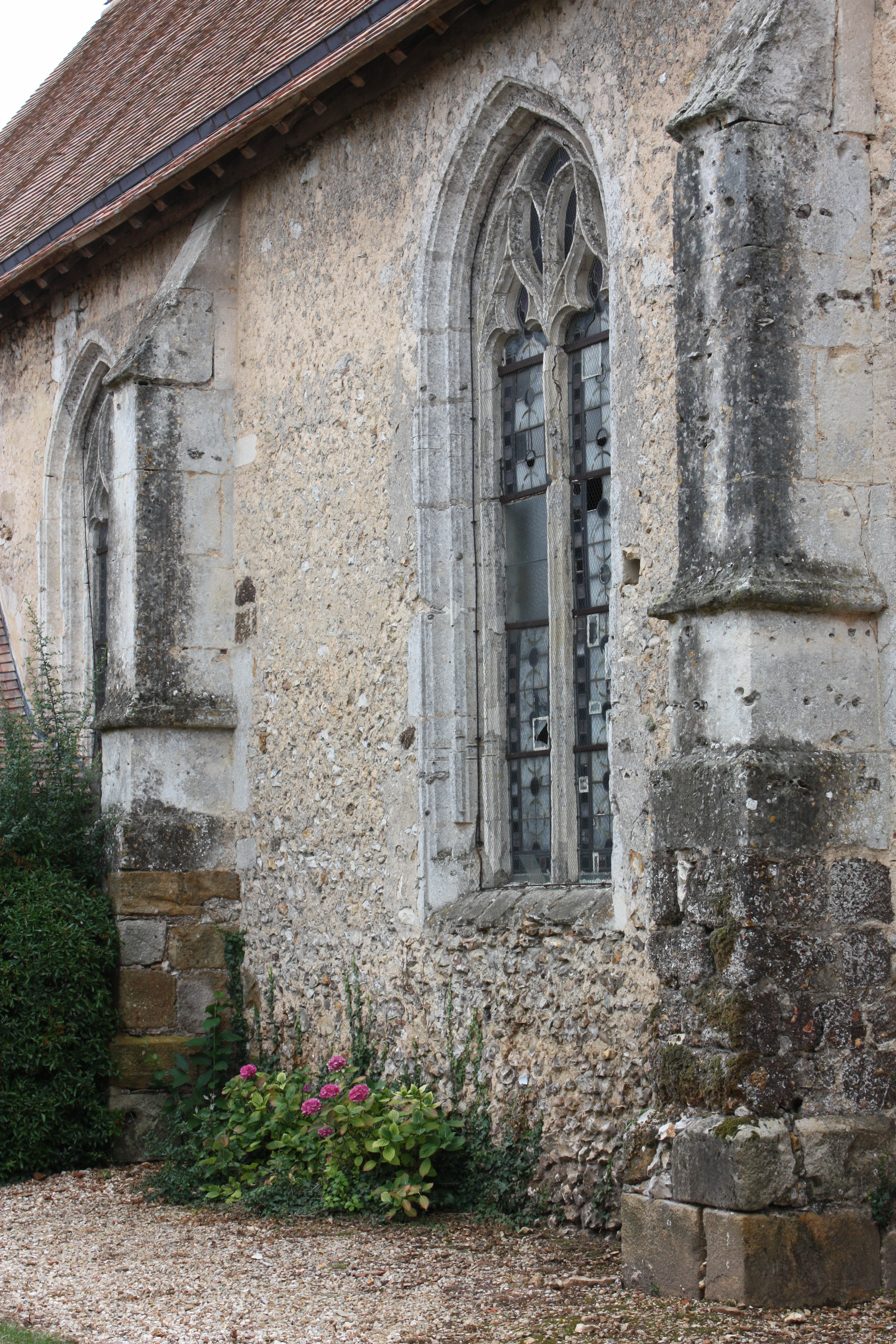
Mur nord.
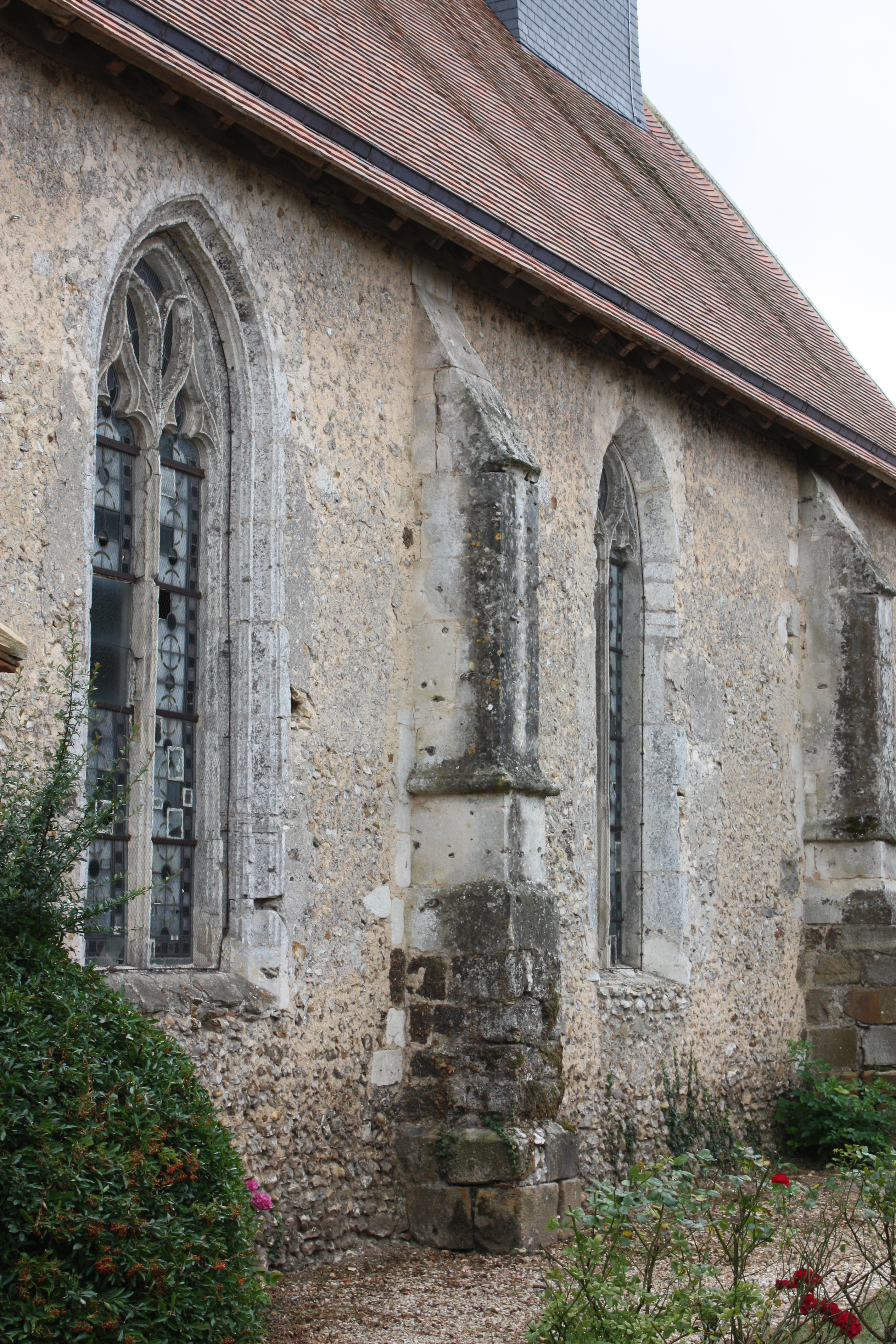
Mur nord.